# Lathrobium longulum
Lathrobium longulum är en skalbaggsart som beskrevs av Johann Ludwig Christian Gravenhorst 1802. Lathrobium longulum ingår i släktet Lathrobium, och familjen kortvingar. Arten är reproducerande i Sverige.